# 沈阳地铁
沈阳地铁是中国辽宁省沈阳市的城市轨道交通系统的一部分，目前覆盖沈阳市10个市辖区中的9个（除辽中区）。沈阳是全国第七个拥有地下铁道的城市。历史上，沈阳最早成文的地铁规划可以追溯到满洲国时期的1940年。在中华人民共和国成立之后，由于一些原因，沈阳地铁多次立项，并数次开工兴建停建。目前运营中的沈阳地铁于2005年开始建设，并于2010年9月27日起载客运营至今。截至2025年6月，沈阳地铁共有6条运营线路，134座运营车站，运营线路总长202.7公里。2020年，全年客运量3.1亿乘次，日均客流量84.95万乘次。沈阳地铁由沈阳地铁集团有限公司及其分公司负责运营和兴建。

## 历史
从20世纪30年代至今，沈阳地铁五次筹建，四次停工。2010年10月8日，沈阳地铁正式对公众售票运营。

### 满洲国时期（1938-1945）
奉天市是满洲国的陪都，日、满、朝、中的重要铁路枢纽。在1938年时，该市人口为78万5320人，是首都新京（长春）的两倍以上人口的大都市。人口如果继续发展下去，1945年将达到150万人，1960年将达到300万人，预计今后也会继续发展。若人口如此发展，当时仅有的电车、公交车、马车和人力車将不能满足需求，增加路面车辆也可能使交通堵塞。为确保市区中央和郊外住宅区，卫星城市之间的顺畅通勤、兼有防空的目的，并为了在今后避免在迫不得已才修建地铁时破坏已有的城市景观，执政者做出了较为超前的地铁计划。
1940年，日本大阪电气化局编制了4条线路52公里的奉天市地下铁道。共有六条线路。一号线至六号线，路网全长52公里。鉴于即便是在整个东亚，也只有日本本土的日本大阪市的梅田-天王寺，东京市的浅草-涩谷之间开通了地铁，都没有形成路线网。设计者便参考了欧美的现有例子并结合奉天市实际情况进行设计。奉天市的结构是，东部是以故宫为核心的老城区，长椭圆形的区域，主要有市政府，法院等机关和市场等原有城市设施；西部是以奉天站及其周边为核心的新市区，呈南北走向的长方形，有大学、高中、百货商店和铁路设施。為了東西兩塊市區的交通，迫切需要建設东西连接线。故在該設計中，整体路网无环线，呈放射型。
根据计划，工程分为三期，第一期施工一号线牛心街-奉天站-东塔段，二号线南十条-小西边段和三号线小西边门-昭安街的基础工程。第二期完成一、二、三号线的剩余计划区间，并建成四号线，五号线的东塔-三家子段。然后再着手完成五号线延伸线和六号线。由于工程任务繁重，预计第一期工程于1942年开工，1948年完成，第二期完成为1953年，第三期为1958年竣工。均为停留在纸面上的计划。
而由于太平洋战争爆发和满洲国的崩溃，该计划并没有付诸实施，沈阳市也转而发展更为符合实际的路面电车。

### 中华人民共和国建国后的短期建设和规划（1949-1998）
建国后，沈阳多次开工兴建地铁，并与防空工程相互结合起来。按照当时的规划，最深的站口深达150米，相当于40至50层楼，而地铁的宽度更是能够达到让四辆坦克并行。这样的人民防空工程，在常规战争的情况下，可以解决30万到40万人的待避。
1965年在东陵区（今浑南区）赵家沟建设斜井，因文化大革命而停工。文革期间再度开工，短期后因不明原因停工。
1974年开工修建设计线路为“赵家沟—陶瓷厂—冶金局—沈阳东站—大西菜行—市委—交通银行—太原街—铁西广场”的地铁线路，当时哈尔滨、天津和上海等地政府派人来沈阳学习地铁建设经验。此次地铁工程立项的资金全部由沈阳市市政府筹措。1982年，沈阳地铁在建筑作业难度就很大的基础上因缺乏设备和资金问题下令停工封井。为了防止花岗岩风化，用水将赵家沟、陶瓷厂、冶金局地下已经打通的全长约3公里的地铁通道填满。
1990年沈阳再次筹建轨道交通，1993年工程可行性研究报告已获得国务院批准，但没有开工修建。1995年12月28日，国务院办公厅发布《国务院办公厅关于暂停审批城市地下快速轨道交通项目的通知》，要求已批准立项和原则同意建设的天津、青岛、南京等城市的地铁项目和沈阳轻轨项目停止对外签约，国家计委暂停审批可行性研究报告和开工。

### 第五次筹建地铁（1998-2005）
1998年沈阳恢复地铁筹建工作，于1999年12月向国家计委提出地铁一号线一期工程项目建议书，但在2002年10月，由于当时国内城市地铁热风起云涌，决策层变得更为谨慎，国务院办公厅也已于1995年下发了《暂停审批快速轨道交通项目的通知》，宣布不再批准地铁项目立项。于是，由于担心地方财政压力过大，沈阳、杭州和上海M8号线同时得到了国务院“先不宜立项”的批复。
2004年10月，辽宁省政府正式上报《关于报请国务院批准沈阳市快速轨道交通建设规划的请示》，没有获得回应。2005年3月2日，时任沈阳市政协主席赵金城向全国政协提交了一份《关于尽快批准沈阳市快速轨道交通建设规划的建议》，建议国务院尽快批准快速轨道交通建设规划并建设沈阳地铁。随着沈阳交通拥堵的问题越来越严重，沈阳地铁被批准立项。2005年11月7日沈阳地铁获得国家发改委批复并正式开工。

### 第一期规划建设（2005-2012）
2005年8月6日，《沈阳市快速轨道交通建设规划》获得国务院的批准。根据该规划，建设1号线重点路段22.05公里和2号线的重点路段18.8公里，共计40.85公里。
2005年11月18日沈阳地铁一号线一期工程（张士 - 黎明文化宫<正式運營站名：黎明廣場>）开工兴建。
2006年5月沈阳地铁一号线西延段（十三号街 - 张士）获批并开建。
2006年11月18日，沈阳地铁二号线一期工程（松山路站至世纪广场站）开工兴建。
2007年9月11日，沈阳地铁2号线南延线（世纪广场 - 下深沟<正式運營站名：全運路>）获批并开建。
2008年，港鐵公司與瀋陽地鐵簽訂30年民間興建營運後轉移模式原則性協議，由港鐵及瀋陽地鐵合營公司營運1及2號線，但協議最後因瀋陽地鐵公司財政不穩，而於2010年通車前作廢。
2009年9月27日，沈阳地铁2号线北延段暨沈铁城际铁路开建。
2010年9月27日，沈阳地铁1号线（十三号街 - 黎明广场）开始面向获得免费试乘券的市民试运营。
2010年10月8日，1号线正式对公众售票运营，当日即有超过10万人次搭乘。
2011年11月7日，1号线被授予国家优质工程鲁班奖，成为继北京地铁之后中国地铁业中第二家获此奖项的单位。
2011年12月30日，2号线（三台子 - 全运路）开始面向获得免费试乘券的市民试运营。
2012年1月9日，2号线正式对公众售票运营，当日有8.29万人次搭乘。
2013年12月30日，2号线北延線（三台子 - 航空航天大学）开通。
2017年12月5日，2号线北延線（航空航天大学 - 蒲田路）進行空載試運行，并于2018年4月8日正式开通。

### 第二期规划建设（2011-2018）

沈阳轨道交通第二期规划 - 远期规划

2010年12月17日，《沈阳市城市快速轨道交通建设规划（2011-2018）》通过发改委评估。在该规划中，新建设的线路包括包括4号线一期工程、9号线一期工程及10号线工程。
2013年2月25日，9、10号线可行性研究报告通过国家批复。
2013年3月23日，9、10号线同期正式开工。
2015年11月18日，4号线正式开工。
2016年7月26日，9号线线路所在地兴华南街南九马路处因暴雨发生塌方事故，无人员伤亡。同年10月19日，9號線曹仲 - 沈苏西路<正式運營站名：浑河站>段正线左线隧道南阳湖大桥东侧约1000米处發生塌方事故，塌方面积4*8米，三人受伤，经抢救无效死亡。
2017年6月18日，9、10號線開始鋪軌，並于同年9月16日實現軌通。
2018年8月27日，9、10號線的的首輛列車交付儀式在1號線車輛段舉行。
2019年5月25日，9号线載客试运营（不包括皇姑屯站站）。而原計畫於同期開通的10號線，由於拆遷相關問題，在2018年冬季（即該條地鐵開始建設的五年後）才開始修建運行所必要的桑林子車輛段，這大大推遲了這條地鐵的開通時間。
2020年4月29日，10号线載客试运营。
2021年3月30日，九号线皇姑屯站站载客试运营，至此九号线一期全部车站均已完工，也标志着沈阳地铁第二期规划建设中“两L”路段所有车站的开通。
2023年9月29日，4号线载客试运营，9号线二期（建筑大学-石庙子）及10号线二期（张沙布-丁香街）开工建设。

### 第三期规划建设（2019-2024）
2015年，沈阳市拟上报第三轮规划《沈阳市城市轨道交通建设规划（2016-2022年）》，该版规划中的新建线路为3、6、7、8、11号，另有1号线东延（黎明广场 - 世博园）、2号线南延（全运路 - 桃仙机场）、4号线北延（望花街 - 蒲河岛）、4号线支线（上河村 - 大淑堡）。而在2016年9月实际上报的版本中，没有11号线和4号线支线。2017年9月，国务院印发《关于进一步加强城市轨道交通规划建设管理的意见》，上调了地铁建设城市的经济最低指标，并要求发展与改革委员会对于全国的轨道交通建设重新评估。发改委要求各城市对于轨道交通规划展开自查。2017年10月，沈阳地铁公司经市发改委、省发改委将自查报告上报至国家发改委，满足要求。2018年7月30日，国家发改委召开第19次主任办公会议，沈阳市第三期轨道交通建设规划顺利通过会议审议。最终于2018年12月21日，《沈阳市城市轨道交通第三期建设规划（2019-2024年）》获得了发改委的批复。在最终批复的版本中，新建3、6号、1号线东延及2号线南延线。
2019年8月28日，2号线南延线全运路 - 航空产业园段正式开工建设。剩余的區段（航空产业园 - 桃仙机场）由於规划中设有新航站楼站，而桃仙机场的新航站楼规划有所变动，该段建设需要与桃仙机场協同更改規劃，故機場段在之前暫未招标。11月18日，机场段开始土建工程招标，其时预计该段在2020年初开工。
2019年12月28日，沈阳地铁3号线一期工程正式开工建设。而由于东塔机场搬迁问题，东塔 - 新泰街段土建工程截止到2020年4月仍未招标，该区段的建设进展将取决于东塔机场的搬迁进程。其余六个标段，总计16个合同段进展较为正常。
2020年12月26日，沈阳地铁1号线东延线及6号线正式开工建设。
2023年9月29日，二号线南延线（全运路-桃仙机场）开通试运营，并与既有二号线贯通运营，为沈阳地铁第三期建设规划中首条开通的线路（段）。
2024年12月30日，三号线西段（李达-南李官）开通试运营，成为沈阳地铁首条拥有高架路段的线路。
2025年6月30日，一号线东延段（黎明广场-双马）开通试运营。

### 第四期规划建设（预计2025-2030）
2021年，沈阳市拟上报城市轨道交通第四期建设规划。同年5月26日，第四期建设规划招标公告发布，该版规划的规划年限拟为2025-2030年，拟新建地铁8号线一期、7号线一期、5号线一期、16号线等四条新线路，另有9号线北延线、9号线东延线、4号线南延线、4号线北延线、2号线新航站楼支线等5条延伸线路，新线路与延伸线路总长度约200公里。同时，该版规划中也有修建文化、商务快线等线路的计划。
2025年2月5日沈阳市城乡建设局第四期建设规划环评第一次公示公布，宣布暂缓市域K1、K2线及2号线支线，并增加8号线一期及9号线东延，该规划同时接受社稳风险公示。

## 線網

### 已建成開通
截至2025年6月，沈阳地铁已建成开通的线路共有6条，線路總里程202.7km，共有車站134座，其中換乘車站12座。

沈阳地铁当前线网

| 線路名稱 | 線路名稱 | 首段开通日期   | 最近延伸日期  | 起點站   | 終點站   | 車站數 | 运营長度 （公里） | 車輛段/停車場               | 控制中心       |
| -------- | -------- | -------------- | ------------- | -------- | -------- | ------ | ----------------- | --------------------------- | -------------- |
|          | 1号线    | 2010年9月27日  | 2025年6月30日 | 十三號街 | 双马     | 32     | 43.8              | 十三号街车辆段 满堂停车场   | 张士控制中心   |
|          | 2号线    | 2011年12月30日 | 2023年9月29日 | 蒲田路   | 桃仙机场 | 33     | 45.58             | 浑南车辆段 桃仙停车场       | 张士控制中心   |
|          | 3号线    | 2024年12月30日 | 不适用        | 李达     | 南李官   | 14     | 23                | 宝马车辆段 甘官停车场       | 滂江街控制中心 |
|          | 4号线    | 2023年9月29日  | 不适用        | 正新路   | 创新路   | 23     | 34                | 文官屯车辆段 航天南路停车场 | 滂江街控制中心 |
|          | 9号线    | 2019年5月25日  | 不适用        | 怒江公园 | 建筑大学 | 23     | 28.99             | 曹仲车辆段                  | 张士控制中心   |
|          | 10号线   | 2020年4月29日  | 不适用        | 丁香湖   | 张沙布   | 21     | 27.164            | 桑林子车辆段 丁香湖停车场   | 滂江街控制中心 |

#### 1號線
1号线为东西走向线路，线路标识色为大红色，总长43.8公里，共设有32座地下車站。其中，本線（张士-黎明广场）與1號線西延線（张士-十三号街）同期建設，於2005年開工，2010年竣工通車，共同作为1号线首通段运营。东延线（黎明广场-双马）于2020年开工，2025年6月30日载客试运营并与一号线首通段贯通运营。

#### 2號線
2号线为南北走向线路，线路标识色为橙色，总长45.58公里，共设有33座地下車站。其中2號線本線（三台子-全运路）長21.86公里，於2006年開工，2011年竣工；2號線北延線一期（三台子 - 航空航天大學）長5.3公里，於2013年竣工；二號線北延線二期（航空航天大學 - 蒲田路）全長4.7公里，於2018年竣工。2号线南延线（全运路-桃仙机场）全长13.7公里，于2023年竣工。

#### 3号线
3号线为东西走向线路，线路标识色为深粉色，西段（李达——南李官）全长23公里，共设有9个高架车站及5个地下车站，2024年12月30日载客试运营。

#### 4號線
4号线为南北走向线路，线路标识色为深紫色，全长34.132千米，共设23座地下車站，2023年9月29日载客试运营。

#### 9號線
9号线为L型走向线路，线路标识色为中蓝色，总长28.99公里，共设有23座地下車站，於2013年開工，2019年建成並通車。

#### 10号线
10号线为7型走向线路，线路标识色为草綠色，全长27.164公里，共设有21座地下車站，於2013年開工，2020年建成並通車。

### 建設中
| 沈阳地铁建设实时更新情况 | 沈阳地铁建设实时更新情况 | 沈阳地铁建设实时更新情况 | 沈阳地铁建设实时更新情况 |
| 项目名称                 | （预计）开工时间         | （预计）竣工时间         | 目前状况                 |
| ------------------------ | ------------------------ | ------------------------ | ------------------------ |
| 1号线                    | 2005年                   | 2010年                   | 已建成                   |
| 1号线西延线              | -                        | 2010年                   | 已建成                   |
| 2号线                    | 2006年                   | 2011年                   | 已建成                   |
| 2号线北延线（一期）      | 2009年                   | 2013年                   | 已建成                   |
| 2号线北延线（二期）      | -                        | 2018年                   | 已建成                   |
| 9号线                    | 2013年                   | 2019年                   | 已建成                   |
| 10号线                   | 2013年                   | 2020年                   | 已建成                   |
| 4号线                    | 2015年                   | 2023年                   | 已建成                   |
| 2号线南延线              | 2019年                   | 2023年                   | 已建成                   |
| 3号线                    | 2019年                   | 2024年                   | 已建成                   |
| 3号线东段                | 2019年                   | 2026年                   | 建设中                   |
| 1号线东延线              | 2020年                   | 2025年                   | 已建成                   |
| 6号线                    | 2020年                   | 2026年                   | 建设中                   |
| 9号线东段                | 2023年                   | 2027年                   | 建设中                   |
| 10号线南段               | 2023年                   | 2030年                   | 建设中                   |
| 5号线                    | -                        | -                        | 规划中                   |
| 7号线                    | -                        | -                        | 规划中                   |
| 8号线                    | -                        | -                        | 规划中                   |
| 16号线                   | -                        | -                        | 规划中                   |

#### 3号线东段
3号线全系统总长41.27公里，设车站30座，其中高架车站9座，地下车站21座，东段（南李官——方家栏）仍在建设中，已完成大部分车站的土建工程，部分区段已开始盾构，预计2025年底或2026年初开通试运营。

#### 6号线
6号线为南北走向线路，线路识别色为柠檬黄色，一期工程北起鸭绿江街站，南至迎春街站，串联了首府新区、上岗子地区、北关地区、中街方城地区、南塔地区、长白岛、曹仲地区、满融地区、苏家屯等重点功能区，构建了城市核心区与城市北部、南部片区的联系，是城市中心城区重要的南北向走廊通道。 线路全长34.51公里，全部采用地下敷设方式，设置车站29座，其中换乘站14座，全线设车辆段和停车场各1座，设主变电所3座，与3、4、10号线共享滂江街控制中心。
设站29座，鸭绿北江街站、文储路站、观音路站、西窖站、金山北路站、英雄公园站、铁山路站、北塔站、沈阳大学站、中街站、大南门站、市妇婴医院站、大南边门站、南塔站、文萃路站、市图书馆站、三好桥站、南堤西路站、长白岛站、马总站、竞赛站、浑河站、族兴路站、下河湾站、满融站、高楼子站、葵松路站、雪松路站、沙柳路站。
线路串联了首府新城、上岗子地区、北关地区、中街方城地区、南塔地区、长白岛、曹仲地区、满融地区、苏家屯等重点功能区。线路全长34.51千米，共设29座车站，采用地下的敷设方式，于2020年12月26日动工。

### 规划中

#### 9号线东延线
即9号线二期工程，全長約14.2公里，全线均为地下线，从建筑大学站向西引出。将設置9座車站 ，張官屯站，祝科南街站，長安橋南街站，青年苗圃站，石廟子站，三環路站，白沙河大橋站，伯官大街站，金紫街站。

#### 4号线北延线
4号线北延线南起一期终点望花街站，终点位于沈北新区蒲河岛站，全长9.8千米，均为地下线。规划线路起自蒲河岛站，沿虎石台南大街东侧绿化带高架敷设，沿虎石台南大街路中敷设，下钻铁路及京哈高速后线路与一期工程接轨。
设站6座，蒲河岛站、蒲升路站、蒲南路站、建设路站、沈北路站、前詹屯站。

#### 5号线
沈阳地铁5号线一期共设站21座，均为地下站，总长39.9千米，西起国际物流园站，东到新园站。该线路远期将西延至沈阳西站（目前已关闭）。

### 远期规划
根据沈阳地铁公司网站发布的线路规划，在远期规划方面，沈阳将建成“七横、七纵、两弦线”的轨道交通网络，将包括16条线路，总长约630公里，线网呈L放射型，核心区线网密集，外围区轴吐放射。
而根据《沈阳市城市轨道交通第三期建设规划(2019-2024年)》，沈阳市城市轨道交通远期将由18条线路组成，总长760公里，共设车站480座，换乘车站89座。

沈阳轨道交通第二期规划 - 远期规划

## 设施

### 车辆
1号线先后共购入三批列车，列车均为6节编组3动3拖B2型列车，不锈钢车身，共60列。首批列车为DKZ18型电动车组，由中国北车长春轨道客车股份有限公司制造17列，由中国北车大连机车车辆有限公司制造6列。该型号列车整车长19米，车厢宽2.8米，高3.8米。 其中动车自重约35吨，拖车自重约30吨，最高运营速度80km/h。最大载客量为每辆240人，整列车的额定载客量为1440人，最大载客量为1820人 。该型号列车采用三菱电机设计的牵引系统，截至2025年6月仍是沈阳地铁唯一一批使用三菱电机牵引系统的列车。
2016年，沈阳地铁向北车大连购入10列增购列车以加强一号线运力，该批列车以DKZ18型列车为基础制造，但部分细节有所不同，如采用株洲南车时代电气生产的国产化牵引系统及出厂搭载细水雾灭火系统等。
2024年，沈阳地铁再度购入27列中车大连列车，用于一号线东延线开通后加密车隔使用，该批列车外观与前两批列车相同，但内饰细节及牵引系统型号不同，此批列车于2025年6月4日起投入服务。
2号线共有74列列车，均为6节编组3动3拖B2型列车。首批列车由中国南车青岛四方机车车辆股份有限公司制造，为6节编组3动3拖B2型列车，不锈钢车身，总计20列。2016年，南车四方又追加制造了各方面系数大致相同的11列增购车。2021年，因南延线运营需要，二号线又增购了43列中车大连列车，该列车技术参数与南车四方列车近似，但做出了部分升级。
3号线、4号线、9号线及10号线列车均由中车大连机车车辆有限公司制造，均为6节编组4动2拖B型列车，其中3号线购置48列，4号线35列，9号线30列，10号线27列。四款列车技术参数及设施接近，仅在个别细节上有所区别。
沈阳地铁全部列车配备有变频空调及暖风设备，可实时播放节目的液晶显示屏。1、2号线开通时配备的首批列车初始配备LED闪灯线路图，随后全部更换为LCD电子路线图；3、4、9、10号线列车及此后上线的所有新列车在出厂时即配备LCD电子路线图，可实时提示乘客到站及换乘信息。

### 车站
沈阳地铁现有134座运营车站，其中包括9座高架车站，125座地下车站。

#### 换乘车站
沈阳地铁现有12座换乘车站，均为两线立体换乘车站。沈阳地铁没有需出站换乘的车站。
- 青年大街站：十字型换乘车站，1号线沿十一纬路及大西路呈东西向布置，2号线沿青年大街，南北走向，负一层为2号线侧式站台。负二层为1号线岛式站台，两线通过节点扶梯或楼梯换乘[48] 。

- 铁西广场站：T形换乘车站。1号线沿建设中路，东西走向；9号线沿兴华北街，南北走向。1号线换乘9号线需要下楼，9号线换乘1号线需途经站厅进行换乘。

- 滂江街站：T形换乘车站，位于滂江街和珠林路交叉口附近。1号线为东西走向；10号线沿滂江街（东一环路），南北走向。两线之间设置两条主换乘通道进行长通道换乘。

- 奥体中心站：T形换乘车站，位于青年南街和浑南四路交叉口附近。2号线沿青年大街，南北走向；9号线为东西走向。两线站厅相连，为站厅换乘。

- 中医药大学站：L形换乘车站。2号线沿北陵大街，南北走向；10号线沿崇山中路，东西走向。两线之间设置换乘通道。

- 淮河街沈医二院站：L形换乘车站，9号线沿淮河街，南北走向；10号线沿崇山西路，东西走向。该站10号线换乘9号线需要下楼，9号线换乘10号线为站厅换乘。

- 长青南街站：T形换乘车站，9号线沿浑南中路，东西走向；10号线沿长青南街，南北走向。该站换乘方法与淮河街沈医二院站相反，9号线换乘10号线需要下楼，10号线换乘9号线为站厅换乘。

- 太原街站：1号线与4号线换乘车站，两线路车站使用长通道换乘。

- 沈阳北站站：2号线与4号线换乘车站，两线路车站使用长通道换乘。

- 长白南站：9号线与4号线换乘车站，9号线换乘4号线需要下楼，4号线换乘9号线为站厅换乘。

- 合作街站：10号线与4号线换乘车站，10号线换乘4号线为站厅换乘，4号线换乘10号线需要上楼。

- 大通湖街站：3号线与9号线换乘车站，两线之间为站厅换乘。

### 信号系统
沈阳地铁采用的信号系統为CBTC移动闭塞系统，可以连续监测、控制列车运行，实现最小90秒的列车追踪间隔。

### 车辆段及控制中心
截至2025年6月，沈阳地铁运营线路共设有6座车辆段及5座停车场。所有车辆段及停车场仅为所在线路提供服务，而列车大修及架修工作主要由沈阳地铁与中国中车合作设立的沈阳中车轨道交通装备有限公司负责。
其中，1号线使用十三号街车辆段及满堂停车场；2号线使用全运路车辆段（后备使用）及桃仙停车场；3号线使用宝马车辆段及甘官停车场；4号线使用文官屯车辆段及航天南路停车场；9号线使用曹仲车辆段；10号线使用营城子车辆段及丁香湖停车场。
车务控制方面，1号线、2号线及9号线（均由运营一分公司管理）使用位于十三号街地铁大厦的张士控制中心；3号线、4号线及10号线（均由运营二分公司管理）及未来线路使用位于滂江街站上方的滂江街控制中心。

## 广播
沈阳地铁车厢广播使用汉语普通话和英语两种，两者在内容上不同，部分列车附带有广告冠名。广播内容包括到站提醒、车门开启侧提醒、换乘提醒、公益宣传语、节日祝福等。早期所有广播均为女声录制，2018年后英语广播改为男声报站。

## 服务

### 电梯和无障碍设施
沈阳地铁全线网各个车站的站台层与站厅层之间配备上行自动扶梯、垂直交通电梯（即无障碍电梯)，而在二号线及其后开通的路线之中，出入口开始增设下行自动扶梯。大多数车站出入口的站厅层到出站口一侧均至少设置一部上行自动扶梯，也有个别车站出入口设置双方向扶梯。除云峰北街站及塔湾街站等极个别受上盖项目影响的车站外均设置有无障碍垂直交通电梯由站厅层直通地面，或来往两条线路之间方便换乘（铁西广场站无障碍换乘暂需呼叫工作人员，大部分换乘车站的换乘通道内设置有轮椅升降台）。

### 车站公共设施
沈阳地铁全部车站设有公共洗手间、自动售货机、盛京通卡自助充值机及查询机，以便有需要的乘客使用。此外，部分车站站厅层设置早餐售卖点（肯德基、必胜客或“供销社的早餐”）、便利店（罗森、乐享万德福或中石化易捷）及库迪咖啡店等商业设施。

### 免费刊物
沈阳日报传媒集团和沈阳地铁下属的《地铁第一时间》于2012年2月14日正式创刊，为沈阳地铁的免费刊物。《地铁第一时间》报曾于每个周一至周五的早6：30至上午9：30在大多数车站的付费区内免费派发 ，但截至2023年改为只在周三发行与沈阳市总工会合作的“劳动者专刊"。

### 安全

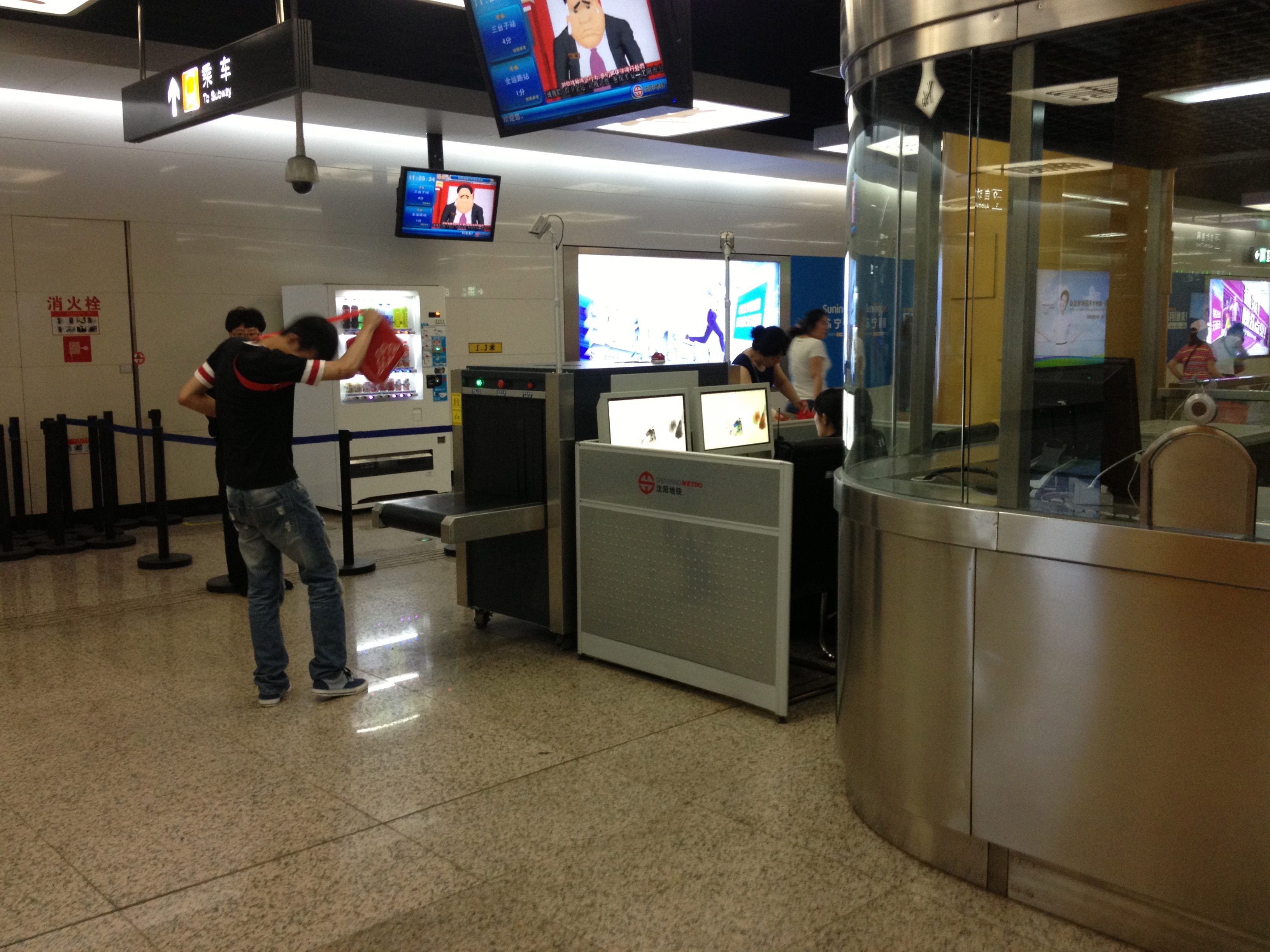
沈阳地铁的X光射线安检设备

#### 安全检查
为了保证乘客的安全，沈阳地铁于2011年10月启动了安全检查。各个车站均配有X光射线安检设备。在此之前，沈阳地铁的安检都是靠地铁入口的保安人员人力进行。

#### 安全预防措施
为防止曾在北京地铁出现的乘客跳下站台和卧轨事件的发生，沈阳地铁线路设置了全高式屏蔽门，将乘客与地铁隧道隔开。地铁每侧站台都有6个左右的应急门，和安全门都在同一直线上，不过位置与安全门正好错开。应急门通常是备用，在紧急情况下，也可以保证人们顺利上车或疏散人群。

## 运营时间及行车间隔

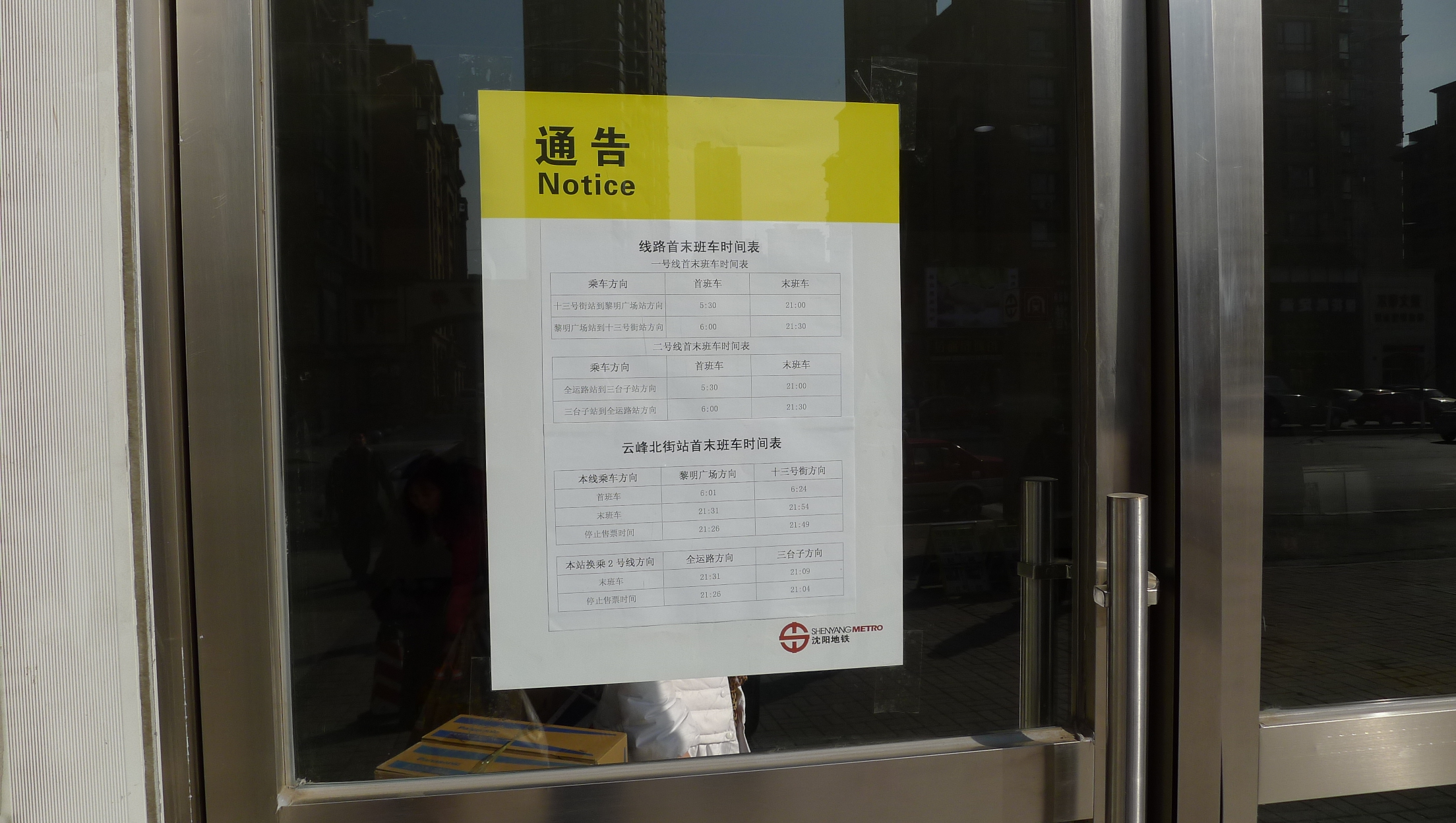
沈阳地铁时刻表（2012年4月30日以前执行）

沈阳地铁所有线路的首班车时间均集中在5时30分至6时，不按照季节区分，在部分临近车辆段、存车线或折返线的车站采用“多头班车”措施。但末班车时间按照冬季（11月1日至次年3月31日）和夏季（4月1日至10月31日）进行区分且发车时间统一（除3号线西段），具体如下所示：
| 線路名稱 | 線路名稱 | 方向     | 始发车站名称 | 终到车站名称 | 首班车 | 末班车（夏） | 末班车（冬） |
| --- | -------- | -------- | ------------ | ------------ | ------ | ------------ | ------------ |
| | █ 1号线  | 东行     | 十三号街     | 双马         | 5:30   | 23:00        | 22:20        |
| 西行 | █ 1号线  | 双马     | 十三号街     | 5:30         | 23:00  | 22:20        |              |
| 西行 | █ 1号线  | 沈阳站   | 十三号街     | 6:00         | 非始发 | 非始发       |              |
| | █ 2号线  | 南行     | 蒲田路       | 桃仙机场     | 6:00   | 23:00        | 22:20        |
| 航空航天大学 | █ 2号线  | 南行     | 桃仙机场     | 6:00         | 非始发 | 非始发       |              |
| 中医药大学 | █ 2号线  | 南行     | 桃仙机场     | 6:00         | 非始发 | 非始发       |              |
| 市图书馆 | █ 2号线  | 南行     | 桃仙机场     | 6:00         | 非始发 | 非始发       |              |
| 白塔河路 | █ 2号线  | 南行     | 桃仙机场     | 6:00         | 非始发 | 非始发       |              |
| 北行 | █ 2号线  | 桃仙机场 | 蒲田路       | 6:00         | 23:00  | 22:20        |              |
| 北行 | █ 2号线  | 创新一路 | 蒲田路       | 5:30         | 非始发 | 非始发       |              |
| 北行 | █ 2号线  | 全运路   | 蒲田路       | 5:30         | 非始发 | 非始发       |              |
| | █ 3号线  | 东行     | 李达         | 南李官       | 5:30   | 20:00        | 20:00        |
| 西行 | █ 3号线  | 南李官   | 李达         | 6:00         | 20:00  | 20:00        |              |
| | █ 4号线  | 南行     | 正新路       | 创新路       | 5:30   | 23:00        | 22:20        |
| 北行 | █ 4号线  | 创新路   | 正新路       | 5:30         | 23:00  | 22:20        |              |
| | █ 9号线  | 北行     | 建筑大学     | 怒江公园     | 6:00   | 23:00        | 22:20        |
| 曹仲 | █ 9号线  | 北行     | 怒江公园     | 5:30         | 非始发 | 非始发       |              |
| 东行 | █ 9号线  | 怒江公园 | 建筑大学     | 6:00         | 23:00  | 22:20        |              |
| 东行 | █ 9号线  | 浑河站   | 建筑大学     | 5:30         | 非始发 | 非始发       |              |
| | █ 10号线 | 北行     | 张沙布       | 丁香湖       | 5:30   | 23:00        | 22:20        |
| 南行 | █ 10号线 | 丁香湖   | 张沙布       | 5:30         | 23:00  | 22:20        |              |
| 参考，其中，4月 - 10月执行夏季运营时间，11月 - 3月执行冬季运营时间。 末班车时间未标注的车站仅早班车存在特殊发车时间。 |          |          |              |              |        |              |              |

如遇演唱会、音乐节、体育比赛等大型文体活动及平安夜等特殊节日时，沈阳地铁会视情况延后当日线网末班车时间。
工作日早高峰的运营间隔，1号线小交路（十三号街-东大营街）为3分，非小交路（东大营街-双马）为6分，2号线为2分55秒，3号线为6分40秒、4号线为5分20秒，9号线为5分26秒，10号线为5分30秒；工作日晚高峰的运营间隔，1号线小交路（十三号街-东大营街）为4分，非小交路（东大营街-双马）为8分，2号线为4分，3号线为6分40秒、4号线为5分20秒，9号线为5分40秒，10号线为5分30秒；休息日高峰期，1号线小交路（十三号街-东大营街）为5分15秒，非小交路（东大营街-双马）为10分30秒，2号线为5分15秒，3号线为7分45秒、4号线为6分45秒，9号线为7分08秒，10号线为7分20秒。

## 票务

### 票价
沈阳地铁在2019年3月举行了地铁票制票价改革和调整听证会，并于同年5月22日更改了票价的计算方式，9号线开通起同步实行。采用里程计价制，依乘降站间不同换乘方式中最短的里程计价。其中，超过28公里的部分为每10公里增加一元，但线网目前实施7元封顶优惠。沈阳地铁无出站换乘，换乘时无须再购票，统一计价收费 。另外，可在地铁付费区内停留的最长时间延长至150分钟，后在九号线开通后改为210分钟，若超时须按所到达站的最高票价交纳超时车费。
在票价调整前沈阳地铁以乘坐区间数计价，起步价2元，封顶4元，可在地铁付费区内停留的最长时间为120分钟。
| 2019年5月22日之前 | 2019年5月22日之前 | 现行             | 现行      |
| 乘坐区间数        | 票价（¥）         | 乘坐里程（公里） | 票价（¥） |
| ----------------- | ----------------- | ---------------- | --------- |
| 0 - 8站           | 2                 | 0 - 6（含）      | 2         |
| 9 - 12站          | 3                 | 6 - 10（含）     | 3         |
| 13站 以上         | 4                 | 10 - 14（含）    | 4         |
|                   |                   | 14 - 21（含）    | 5         |
| 21 - 28（含）     | 6                 |                  |           |
| 28 以上           | 7                 |                  |           |

### 车票（单程票、乘车码、交通卡、银行卡）种类
沈阳地铁支持单程票、62开头银行卡（含NFC）、盛京通卡、交通联合卡（含NFC）、微信乘车码、支付宝乘车码、云闪付乘车码、盛京通APP（乘车码、刷脸、电子日票）、农业银行APP乘车码刷票（卡、码）过闸。

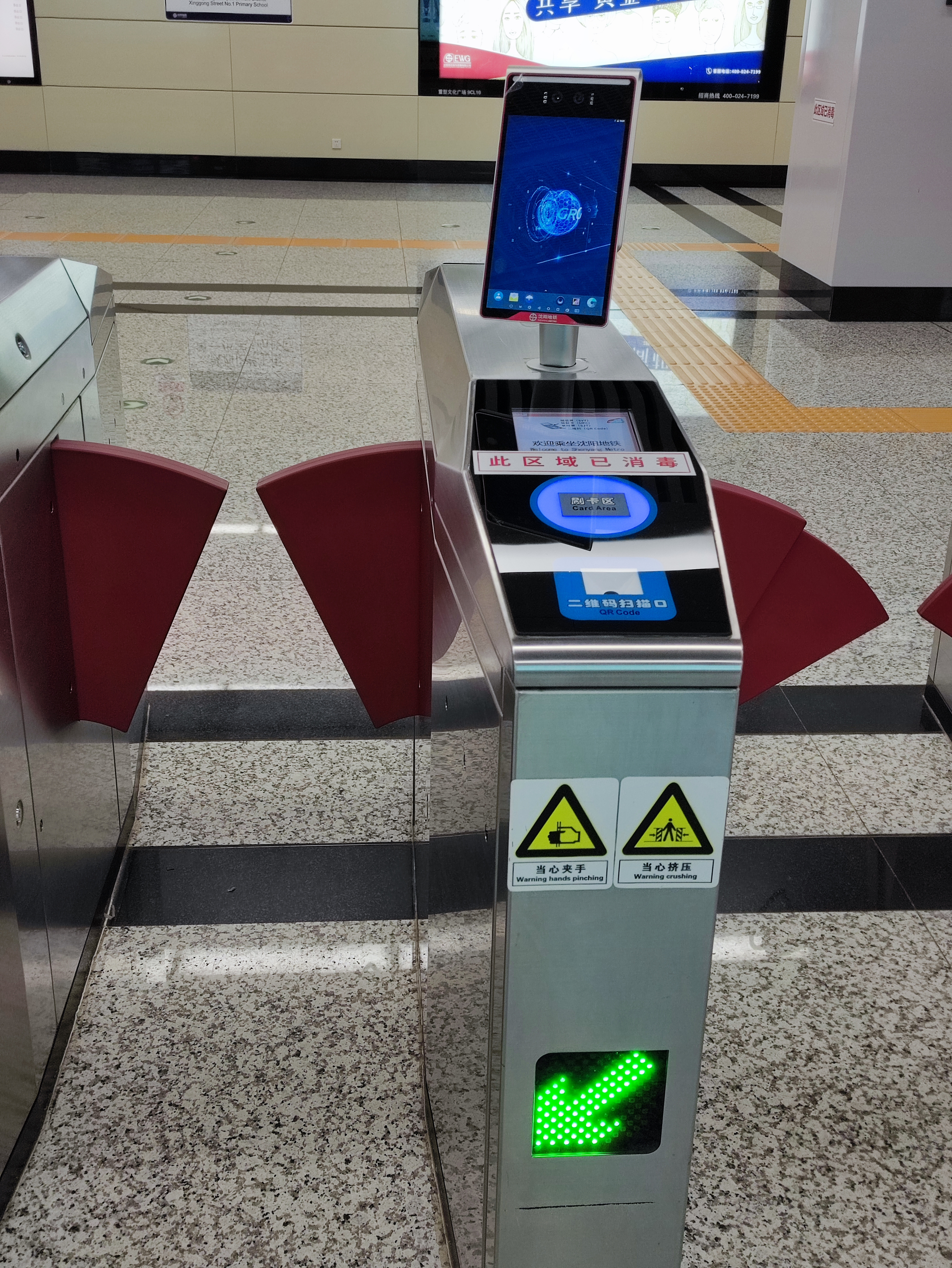
一台安装在重型文化广场站的入站闸机，正在测试刷脸支付模块

#### 单程票
沈阳地铁的单程票是0.5mm的薄型IC卡，出站需回收。单程票正面图案有三种样式，沈阳福陵、沈阳昭陵（第一代单程票）和沈阳故宫大政殿（第二代单程票，现用大部分单程票样式），根据发行时间和批次，IC卡的背面图案可能会出现不同样式。单程票可在各车站的自动售票机或乘客服务中心购买，支持现金或移动支付方式购买（移动支付仅限部分售票机）。单程票在进站闸机上已刷卡而未能通过闸机的，20分钟内可在进站车站的乘客服务中心办理免费更新手续，而已刷卡且超过20分钟未能通过闸机的单程票将会被回收；而在售出当日无通过闸机记录且票务管理系统可读取票内信息的单程票则可在购票车站乘客服务中心办理退票。。

#### 交通卡（含NFC虚拟卡）
沈阳地铁支持盛京通、全国交通联合卡刷卡乘车，其中异地卡要求卡内余额大于7元。
2010年至2013年期间，地铁方面曾发行支持全国城市一卡通互联互通制式的普通储值票与老年优惠票种，该等储值车票与前城市通公司发行的城市通公交IC卡系统使用不同制式，也无法在对方的使用范围内互通。
2013年，城市通公司被沈阳地铁集团收购，成为全资子公司并更名为盛京通公司，随后盛京通公司将地铁储值票和公交IC卡系统进行整合，并于2013年10月在原地铁储值票卡系统的基础上发行盛京通卡，原地铁普通储值卡并入盛京通普通消费卡范围，原老年优惠卡则与原城市通的关爱卡及夕阳红卡合并，成为盛京通关爱卡及夕阳红卡。
2021年7月22日，沈阳市发展改革委员会起草了《关于制定沈阳市地铁学生优惠票价的工作方案（征求意见稿）》，其中提到“拟在现行优惠政策的基础上、增加学生优惠票价”，即沈阳市行政区域范围内的全日制小学、初中、高中（含职业高中）阶段的学生如乘坐地铁出行，将按单程票价的5折优惠计费。该优惠政策于2022年2月14日获得沈阳市人民政府批准，并于2022年3月1日起实施，盛京通公司也针对该优惠政策推出中小学生消费卡，并对符合条件的学生消费卡进行升级。
现时，盛京通普通消费卡、关爱卡、夕阳红卡、爱心卡及中小学生消费卡可以在沈阳地铁使用，其中普通消费卡享有单程票价9折优惠，关爱卡及中小学生消费卡享有单程票价5折优惠，夕阳红卡和爱心卡持卡人则可免费乘坐地铁。
使用盛京通进站时，卡内余额需为正数，如出站时卡内余额不足以支付车资，可透支一次，透支金额将于再次充值时扣除。
盛京通卡除了可乘坐地铁之外，在公交和有轨电车上也可使用，并执行对应票种的折扣优惠。异地使用方面，分为全国城市一卡通互联互通和全国交通一卡通互联互通两个版本，可在各自版本所支持的城市使用。
盛京通公司每年会推出若干特殊形式的纪念卡，其中以普通消费卡和中小学生消费卡票种发行的纪念卡可在沈阳地铁使用，并执行优惠票价。而在沈阳马拉松等重大赛事期间，沈阳地铁会为马拉松参赛者等群体提供特殊的计次票，参赛者可凭此等卡片，在限定的使用时间段免费乘坐特定次数的地铁且不计里程。
沈阳地铁只可使用支持交通联合制式的异地公共交通卡（享受单程票价9折优惠），且进站时异地卡余额需大于最高票价（7元），而全国城市一卡通互联互通制式的异地公共交通卡不适用于沈阳地铁。

#### 银行卡
乘客可使用支持闪付功能的62开头银联卡（包括借记卡及信用卡），Apple Pay、HuaweiPay、MiPay等银联手机闪付或各种具有银联闪付功能的可穿戴设备乘坐沈阳地铁，

#### 乘车码
市民可使用盛京通乘车码（APP、微信、支付宝、云闪付、农行掌银）乘坐沈阳地铁及绝大部分公交线路，享受9折优惠。

#### 刷脸乘车
2021年12月起，沈阳地铁开始在各个车站测试刷脸支付模块，并邀请部分盛京通APP用户测试刷脸支付功能。2022年1月16日起，该功能对全部公众开放（但用户使用刷脸支付前需绑定或开通中国农业银行或浦发银行的Ⅲ类账户），且不享受票价优惠。

#### 盛京通APP电子日票
2024年2月起，沈阳地铁开始通过盛京通APP发售一日票（售价15元）及三日票（售价40元）两种日票产品，乘客可在购买后30日内激活使用该等电子日票，并在激活后24小时（一日票）/72小时（三日票）内无限次乘坐沈阳地铁所有线路。

#### 优惠政策
使用银联手机闪付及盛京通APP/微信/支付宝等移动支付方式乘坐沈阳地铁时，不享受任何单程票价折扣，但可享受各移动支付方式推出的折扣活动，进出站均须将NFC模块对准闸机刷卡模块或将二维码对准扫码模块进行扫码，否则将按单边不完整交易计费（手机闪付未进行出站刷卡/刷手机操作，自动扣除最高票价7元）或重复执行扣费（如混用不同APP的乘车二维码，将进行两次不完整交易扣费）。

### 免费乘车
以下乘客可以免费乘坐沈阳地铁：
- 持有盛京通爱心卡的乘客：适用于具有我市户籍并持有第二代《中华人民共和国残疾人证》的残疾人（不包括已享受免费乘车待遇的盲人、70周岁以上的非盲残疾人、身高1.3米以下的残疾儿童），乘坐沈阳地铁享受免费优待。

- 现役军官（武警警官）、文职干部、士兵（士官和义务兵）凭中国人民解放军（或中国人民武装警察部队）军官（警官）证（或文职干部证、士官证、义务兵证）；军队（武警）院校有军籍学员凭学员证；在职消防救援人员、消防救援院校学员凭国家综合性消防救援队伍消防员证、干部证、学员证、沈阳市政府专职消防员工作证、沈阳市消防文员工作证；残疾消防救援人员凭退役军人事务部印制、应急管理部发放的国家综合性消防救援队伍残疾人员证件;残疾军人凭中华人民共和国伤残军人证;因公致残的人民警察凭中华人民共和国伤残人民警察证;盲人凭沈阳市盲人免费乘车卡或中华人民共和国残疾人证;离休干部凭离休干部荣誉证，乘坐沈阳地铁享受免费优待。

- 1名成年乘客可免费带1名身高不超过1.3米（含1.3米）的儿童乘车，超过1名的，按照超过的人数购票乘车。

### 无票及超时等规则
- 乘客须凭有效车票一人一票通过进站闸机进入车站，须使用同一张车票通过出站闸机出站。而乘客无票或者持无效票（包括持假票、逾期单程票及冒用优惠票卡或优待证件）乘车的，由地铁运营单位按照线网最高票价（现行为7元）补收票款，且乘客冒用他人乘车证件、持伪造证件乘车或者其他故意逃票行为两次以上时，逃票信息可以依法纳入个人信用信息系统。

- 乘客冒用他人乘车证件乘车的，由地铁运营单位加收线网最高票价五倍（按现行票价为35元）的票款；乘客持伪造证件乘车的，由地铁运营单位加收线网最高票价十倍（按现行票价为70元）的票款。

- 如单程票金额不足以支付所到达车站的实际车费时，须交纳超程车费；乘车时长超过210分钟时，须按所到达站的最高票价交纳超时车费。如既超时、又超程，须交纳超时及超程两部分车费。

- 如盛京通卡余额为正数，但不足以支付当程车费，可进行一次透支交易，乘客也可正常出站，透支部分金额在下次充值时扣除；如交通卡余额为0或负数，乘客将无法进站乘车。如使用异地互联互通交通卡，卡内余额需大于线网最高票价（7元）方可进站。

## 争议

### 站名问题

#### 岐山路站的错误题字
在沈阳地铁2号线通车后，有部分市民发现在岐山路站站厅层入口处由作家王蒙题写的站名中，将“岐山路”写作了“歧山路”，引起了争议。沈阳市皇姑区地名办公室工作人员表示，在1967年该道路首次使用岐山路的路名的时候就是使用的“岐”字。沈阳地铁声明其向有关方面报批的所有材料中，都写的是“岐山路”，没有写过“歧山路”，并指出地铁方面无法在题写时监督书法家用字是否正确。而王蒙秘书彭世团表示，地铁方面邀请王蒙题字时来函就已写的是“歧山路站”，先生便按该函题写。第二次来函要求题“沈阳地铁”四字，该函中用“岐山”，而“没有跟我们说前函有误或需要重写”。2012年1月5日，沈阳地铁向王蒙发道歉函，对提供错字向王蒙道歉。王蒙先生表示将重新题写。2012年1月12日，王蒙重新题字。

#### 南京街下的太原街站
沈阳地铁一号线的太原街站位于南京街和中华路交口，建设期间曾用“南京街站”代称，而正式名称定为“太原街站”。这个命名令部分较少乘坐地铁的乘客困惑。该站距太原街商圈中心（太原街与中华路交口）大约500m左右，而沈阳站站D出入口距该交叉点不足300米，可见太原街站距太原街商圈中心较远（然而离太原街商圈内的新世界百货、欧亚联营较近）。
早在2011年，即有市人大代表提出“太原街站和沈阳站站地下空间打通”的计划。在2018年，时尚地下街进行了打通太原街站的准备、收购和施工，以达到利用地下步行街的方式连接两个车站及太原街步行街的条件，该段步行街也于2019年正式开业，使地铁乘客可通过沈阳站站D出入口或太原街站通往时尚地下街的C3出入口及沈阳站站与时尚地下相连的D2出入口前往太原街商圈。
2022年起，因朗勤商道公司（太原街站C3出入口附近地下街物业业主）与时尚集团（地下街租赁运营方）之间多次产生运营纠纷，太原街站C3出入口被封闭，沈阳站站D2出入口连接的朗勤商道地下商业街也无法与时尚地下商业街连通及通往太原街商圈，因此前往太原街商圈仍需要使用沈阳站站D出入口。

#### 车站英文名称及播报
沈阳地铁自2010年至2018年初，以及2018年末至今一直在报站及各项指示之中使用汉语拼音作为罗马化转写方案。
地铁方面曾对一号线和二号线的语音报站进行了重新录制，将所有英文转写改用意译方式进行翻译。但在此次更改之中，车站的各项指示英文依然使用拼音站名，造成了两种译名同时存在的现象。最终，意译站名在使用半年后因国家标准原因转回使用汉语拼音规范转写。
九号线和十号线开通时，各站的英文站名直接使用拼音站名，但在2020年十号线开通后，该两条线路引入或更换的新版英文语音因在部分发音上采用英式读法，导致很多乘客不习惯“怪异”的读音而成为网络笑谈，如“东北大马路”的发音（音近“东杯搭妈路”），该版本英文报站随后被重新录制。

#### 沈阳站站等车站的播报及站名指示
沈阳地铁设有沈阳站站、沈阳北站站、浑河站站、皇姑屯站站等位于火车站附近的车站。最初在沈阳地铁一二号线的车内广播中，当地铁车辆到达该站时，会报出加了“站”字的站名，如在沈阳站站，报站系统会提示：“沈阳站站到了。”同时，上述车站的各项出入口指示牌也显示为“沈阳站站”、“沈阳北站站”、“浑河站站”和“皇姑屯站站”。有部分市民认为，这种含有两个“站”字的站名过于拗口。也有乘客认为这是站名的规范读法，正如四日市市、北海道道一样，前后两个站所蕴指的含义不同，不能省略。还有一些乘客认为这种播报方式很萌。
因存在争议，沈阳地铁对上述车站进出站时的报站方式进行更改，为避免叠字问题取消了站名后的“站”字，但车站出入口指示牌并未进行更改，2021年通车的皇姑屯站站也在开通前使用了站名叠字的指示牌。2021年辽宁卫视春节联欢晚会录制期间，著名笑星冯巩及沈阳籍明星印小天等在沈阳站站出入口前拍摄相关视频，还获得了沈阳地铁运营官方微博的转发。
2021年12月，沈阳站站、沈阳北站站、浑河站站、皇姑屯站站四个车站出入口电子显示屏显示被更改为“沈阳站”、“沈阳北站”、“浑河站”和“皇姑屯站”，车站出入口上方的门楣也于后期更改为此版本。而2023年随地铁4号线通车而启用的沈阳南站站则在开通时即采用不带叠字的“沈阳南站”站名。
2024年1月，因“站站”曾一度走红，有网友向沈阳市相关部门提出恢复叠字站名的建议。随后沈阳地铁对该建议给予采纳，上述五个以火车站命名车站的显示屏及车站门楣重新修改为叠字格式。

### 2016年国足赛后地铁按时收车事件
2016年9月6日，中国足球队征战世界杯预选赛十二强赛，对阵伊朗队的首个主场比赛选择在沈阳奥体中心举行。面对当天比赛结束和散场较晚的情况，地铁方面没有准备延时等预案，而是选择按时收车（当时沈阳地铁的末车时间不区分季节，除平安夜等特殊节日之外，统一为22:00发出末班车），致使大批球迷没能在奥体中心站赶上地铁末班车，只能选择临时加价高达10到20倍的出租车或黑车。翌日，此事经一些体育媒体和体育解说员报道后，在全国引发了巨大争议。该次事件后，沈阳地铁吸取了相关教训，在重大活动时均会提供延时收车服务，此后也将夏季末班车时间延后至23:00，方便更多乘客出行。

### 口罩售卖不支持无现金支付
2021年10月，有沈阳市民向央广网反映，自己在乘坐沈阳地铁时忘带口罩，但在乘客服务中心想要购买口罩时，却被告知口罩售卖只收现金，如没带现金只能先在自动售票机买票，然后去窗口退票，用退出来的现金买口罩，1分钟能解决的问题足足用了10分钟；而记者亲身体验后也发现情况属实，且如需使用无现金支付只能先下载盛京通APP再排队领取，费时费力。新闻经央广网及各地媒体转载曝光后，沈阳地铁立刻做出更改，11月29日起乘客可在全线各车站的乘客服务中心，使用云闪付、支付宝、微信在全线各站扫描聚合码支付以及现金支付的方式购买口罩。同时，一些大客流车站的站厅层也增加了免费口罩发放机。
该事件后，沈阳地铁陆续在售卖单程票、车站盛京通充值等场景中增设电子二维码扫码支付方式，并延续至今。